# Jerry Carl
Jerry Lee Carl, född 17 juni 1958 i Mobile i Alabama, är en amerikansk politiker (republikan). Han var ledamot av USA:s representanthus 2021–2025.
Carl besegrade demokraten James Averhart i kongressvalet 2020 och efterträdde republikanen Bradley Byrne i representanthuset.